# Tylaine Van den Broeck
Tylaine van den Broeck is een Vlaamse pianiste en actrice, die studeerde aan het Koninklijk Conservatorium Antwerpen.
Ze is vooral bekend als de vaste pianiste (sinds 1998) in de band van zanger Helmut Lotti. Ze nam ook deel aan het VRT-programma De Bedenkers.
Daarnaast had ze een muzikaal duo, Black Fairy, samen met de VRT-presentatrice Saartje Vandendriessche. Nadien was ze een tijdje actief op BE Shop TV als presentatrice.
Als actrice was ze te zien in Slisse & Cesar, Samson en Gert, Spoed, Aspe, F.C. De Kampioenen en Thuis.
Sinds 2018 maakte ze enkele muziekalbums met post-klassieke muziek. In 2021 nam ze deel aan Belgium's Got Talent (Vlaanderen).